# Terguent Ehl Moulaye Ely
Terguent Ehl Moulaye Ely è uno dei nove comuni del dipartimento di M'Bout, situato nella regione di Gorgol in Mauritania. Contava 8.294 abitanti nel censimento della popolazione del 2000.